# 브래드 데이비스 (축구 선수)
브래들리 조지프 "브래드" 데이비스(영어: Bradley Joseph "Brad" Davis, 1981년 11월 8일, 미주리주 세인트찰스 ~)는 미국의 전 축구 선수이다.

## 경력

### 유소년 축구 및 대학교 축구
데이비스는 채미네이드 칼리지 준비 학교에서 고등학교 과정을 밟았고, 이후 2000년에 세인트루이스 대학교 (SLU) 에 입학하여 프로 축구에 입단하기에 앞서 2년동안 대학 축구 활동을 하였다. SLU 재학중에, 데이비스는 1학년때 컨퍼런스 USA의 올해의 1학년으로 선정되었고, 2학년때에는 NSCAA 올아메리칸의 2팀에 들었다.

### 프로 경력

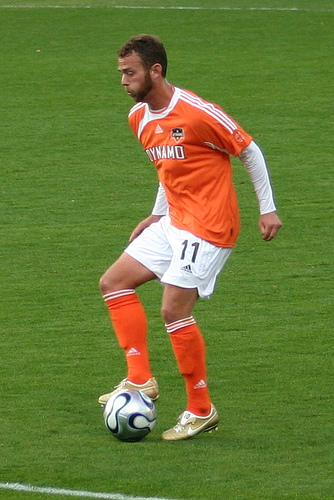
2006년 휴스턴 다이너모에서 활약하는 데이비스

데이비스는 메트로스타스에 의해 2002년 MLS 슈퍼드래프트의 세번째 선수로 선정되었다. 그는 데뷔 시즌에 24경기 출장 4득점의 기록을 세웠고, 메이저 리그 사커 올해의 루키상의 후보로도 올랐었다. 그는 이후 2003년 MLS 슈퍼드래프트에 의해 4번째 대상이 되었고, 댈러스 번으로 이적하였다.
클럽에서의 두 번째 해에 콜린 클라크 신임 감독은 데이비스를 필드 중앙으로 이동시켜 공격형 미드필더로 기용하려고 하였다. 몇 경기동안 그리 인상적인 활약을 하는데 실패한 후, 데이비스는 좌측으로 복귀하였다. 이 자리를 새내기 에릭 퀼과 출전시간을 놓고 경합하였었다. 데이비스는 2003년 시즌보다 더 많은 출장 시간을 보장받았음에도 불구하고 2골 2어시스트의 초라한 성적을 거두었고, 번은 또다시 플레이오프 진출이 좌절되었다.
2005년 MLS 슈퍼드래프트를 통해 데이비스는 4번째로 선정되어 산호세 어스퀘이크스에 현금과 얹혀져 리처드 멀루니와 아르투로 알바레스, 그리고 6번째 드래프트 선수와 맞교환되었다. 이 시즌에 그는 산호세 소속으로 18번의 MLS 경기에 출전하였고, 2골을 득점하였다. 데이비스는 MLS 플레이오프에 서혜부 부상으로 결장하였다. 2005년 시즌이 끝난 후, 클럽은 휴스턴으로 옮겨 휴스턴 다이너모로 개칭되었다.
가장 많은 어시스트를 기록했던 2011년 시즌 이후, 데이비스는 메이저 리그 사커 MVP 리그 후보로 올랐었다. 다이너모를 사상 세번째로 MLS컵에 진출시킴에 불구하고도, 데이비스는 스포팅 캔자스시티와의 이스턴 컨퍼런스 결승전을 앞두고 사두박근 파열로 결승전에 결장하였다. 2012년 시즌, 그는 경력 최다인 8골을 기록하였고, 휴스턴 다이너모를 MLS컵 결승전으로 이끌었다. 2013년, 그는 4골 9어시스트를 적립하였다.

### 국가대표팀 경력
데이비스는 미국 국가대표팀의 몇 단계 청소년 국가대표팀을 거쳤다. 그는 2001년에 아르헨티나에서 열린 2001년 FIFA U-20 월드컵에 참가하였었고, U-23 국가대표팀 일원이었던 경험도 있다. 2005년 7월 7일, 쿠바와의 골드컵 경기에서 성인 국가대표팀 첫 출전을 하였다. 데이비스는 미국 국가대표팀에서 활약하면서 통산 4어시스트를 기록하였다. 그는 파나마와의 골드컵 결승전 승부차기에서 페널티킥을 성공시키며 대회 우승에 공헌하였다. 데이비스는 위르겐 클린스만의 2014년 FIFA 월드컵 30인 예비 엔트리에 포함되었었다. 데이비스는 이후 월드컵에 참가할 최종 23인 엔트리 안에 들었다. 아제르바이잔과의 첫 원정 경기에서, 데이비스는 아론 요한슨과 교체되어 미국의 두번째 골을 도와 2-0으로 만들었고, 경기는 이 점수대로 종료되었다.

### 플레이스타일
데이비스는 크로스와 세트피스에 있어서 특출한 능력을 소유하고 있다. 그는 메이저 리그 사커에서 최고의 왼발잡이들 중 한명으로 손꼽힌다.

## 수상
미국
- CONCACAF 골드컵 우승: 2005

산호세 어스퀘이크스
- 메이저 리그 사커 서포터스 실드: 2005

휴스턴 다이너모
- 메이저 리그 사커 MLS컵: 2006, 2007
- 메이저 리그 사커 서부 컨퍼런스 챔피언십: 2006, 2007
- 메이저 리그 사커 동부 컨퍼런스 챔피언십: 2011, 2012

## 같이 보기
- 메이저 리그 사커 현역 선수 목록